# Andreï Lebedev
Pour les articles homonymes, voir Lebedev.
Andreï Valentinovitch Lebedev (Андрей Валентинович Лебедев), né le 9 mai 1951 à Moscou, est un philologue et helléniste russe avec le titre de professeur. Il est collaborateur scientifique à l'Institut de philosophie de l'Académie des sciences de Russie. Andreï Lebedev est le fils du général Valentin Lebedev.

## Carrière
Andreï Lebedev est candidat au doctorat (équivalent au doctorat de IIIe cycle) avec une thèse intitulée « la reconstruction ionienne antique des textes cosmogoniques (Thalès, Anaximandre, Héraclite) » sous la direction du professeur Dovatour. Lebedev a terminé la faculté de philosophie de l'université de Léningrad en 1973. 
Entre 1973 et 1990, il est collaborateur scientifique à l'Institut de philosophie de l'Académie des sciences d'URSS.
Pendant les difficiles années de l'effondrement de l'URSS entre 1990 et 1992, il est professeur adjoint invité  à l'université Johns Hopkins aux États-Unis. Il retourne à l'étranger en 1996 où jusqu'en 2000, il est professeur invité de philosophie de l'université Johns Hopkins et à partir de l'an 2000 professeur adjoint de philosophie à l'université de Crète.
Il est nommé en 2007 professeur de l'université d'État des sciences humaines de Russie, ainsi qu'à l'Institut des cultures orientales et de l'antiquité, et au Centre d'études antiques.

## Famille
Andreï Lebedev est le fils du général Lebedev. Il est marié avec la femme de lettres Tatiana Tolstoï dont il a deux fils, Artemy (designer) et Alexeï (photographe aux États-Unis).

## Publications

### Quelques livres
- Логос Гераклита. Реконструкции мысли и слова [Le Logos d'Héraclite. Reconstructions de la pensée et de la parole], Saint-Pétersbourg, éd. Naouka (Наука), 2014, 533 pages.
- Фрагменты ранних греческих философов. Ч. I: От эпических теокосмогоний до возникновения атомистики [Extraits des premiers philosophes grecs / édition préparée par А. V. Lebedev, Moscou, éd. Naouka, 1989, 576 pages.

### Quelques articles
- Агональная модель космоса у Гераклита [Le modèle agonal du cosmos chez Héraclite] // Историко-философский ежегодник’87 [Revue annuelle historico-philosophique 1987], Moscou, éd. Naouka (Наука), 1987. — pp. 29—46.
- Геометрический стиль и космология Анаксимандра [Le style géométrique et la cosmologie d'Anaximandre] // Культура и искусство античного мира [Culture et art du monde antique], Moscou, 1980. — pp. 100—124.
- Греческая философия как реформа языка [La philosophie grecque comme réforme de la langue] // Индоевропейское языкознание и классическая филология-XIV (Чтения памяти проф. И. М. Тронского). Материалы международной конференции [La linguistique indo-européenne et la philologie classique-XIV (lecture en hommage à la mémoire du prof. I. M. Tronsky). Conférence internationale, Saint-Pétersbourg, 2009. — pp. 359—368.
- Демиург у Фалеса? [Un démiurge chez Thalès ?] (avec une reconstruction de la cosmogonie de Thalès de Milet) // Текст: семантика и структура [Texte: sémantique et structure], Moscou, 1983. — pp. 51—66.
- Западногреческие философские поэмы и гомеровская традиция: преемственность или разрыв? [Les poèmes philosophiques de la Grèce occidentale et la tradition homérique: continuité ou rupture ?] // Индоевропейское языкознание и классическая филология-XV (Чтения памяти проф. И. М. Тронского) [cf plus haut]. Conférence internationale, Saint-Pétersbourg, 2010. — pp. 359—368.
- Избавляясь от досократиков [En éliminant les présocratiques] // Философия в диалоге культур: Материалы Всемирного дня философии [La philosophie dans le dialogue des cultures: matériaux pour la journée internationale de la philosophie], Moscou, éd. Progrès-Tradition (Прогресс-Традиция), 2010. — pp. 177—183.
- Об изначальной формулировке традиционного тезиса ΤΗΝ ΑΡΧΗΝ ΥΔΩΡ ΕΙΝΑΙ [Sur le libellé original de la thèse traditionnelle ΤΗΝ ΑΡΧΗΝ ΥΔΩΡ ΕΙΝΑΙ] // Balcanica. Études linguistiques Лингвистические исследования, Moscou, 1979. — pp. 167—176.
- Проблема аутентичности ΑΡΧΗ как милетского термина (к интерпретации свидетельства Теофраста) [Le problème de l'authenticité du ΑΡΧΗ en tant que terme de Thalès de Milet (vers l'interprétation du témoignage de Théophraste)] // Материалы к историографии античной и средневековой философии [Matériaux d'historiographie de la philosophie de l'antiquité et du Moyen Âge], Moscou, éd. Institut de philosophie de l'académie des sciences, 1990. — pp. 24—44.
- Происхождение имени Орфея [La provenance du nom d'Orphée] // Балканы в контексте Средиземноморья: Проблемы реконструкции языка и культуры [Les Balkans dans le contexte méditerranéen: problèmes de construction de la langue et de la culture], Moscou, éd. Naouka (Наука), 1986. — pp. 37—39.
- Фалес и Ксенофан [Thalès et Xénophane] // Античная философия в интерпретациях буржуазных философов [La philosophie antique selon les interprétations des philosophes bourgeois], Moscou, 1981. — pp. 1—16.
- ΠΑΤΗΡ-ΔΗΜΙΟΥΡΓΟΣ-ΒΑΣΙΛΕΥΣ. Синонимия метафорических кодов в древнегреческих космогонических текстах [ΠΑΤΗΡ-ΔΗΜΙΟΥΡΓΟΣ-ΒΑΣΙΛΕΥΣ. Synonymie des codes métaphoriques dans les textes cosmogoniques de la Grèce antique]// BALCANO-BALTO-SLAVICA. Симпозиум по структуре текста [Symposium sur la structure du texte] / sous la réd. de V. V. Ivanov, Moscou, 1979. — pp. 24—27.
- ТО ΑΠΕΙΡΟΝ: не Анаксимандр, а Платон и Аристотель [ТО ΑΠΕΙΡΟΝ: non pas Anaximandre, mais Platon et Aristote] // Вестник древней истории [Le Messager de l'histoire antique] — 1978. — № 1. — pp. 39—54; № 2. — pp. 43—58.
- ΨΗΓΜΑ ΣΥΜΦΥΣΩΜΕΝΟΝ. Новый фрагмент Гераклита (реконструкция металлургической метафорики в космогонических фрагментах Геркалита) [ΨΗΓΜΑ ΣΥΜΦΥΣΩΜΕΝΟΝ. Nouvel extrait d'Héraclite (reconstruction de la métaphorique métallurgique dans les fragments cosmogoniques d'Héraclite)] // Вестник древней истории. — 1979. — № 1. — pp. 39—54; 1980. — № 2. — pp. 43—58.
- ΨΥΧΗΣ ΠΕΙΡΑΤΑ (о денотате термина в космологических фрагментах Гераклита 66-67 Marcovich [ΨΥΧΗΣ ΠΕΙΡΑΤΑ (à propos de l'extension de ce terme dans les fragments cosmologiques d'Héraclite 66-67 Marcovich] // Структура текста [Structure du texte], Moscou, 1980. — pp. 118—147.
- «Аристотель» [Aristote] // Новая философская энциклопедия [Nouvelle Encyclopédie philosophique] / Ин-т философии РАН; Нац. обществ.-науч. фонд; Предс. научно-ред. совета В. С. Стёпин, заместители предс.: А. А. Гусейнов, Г. Ю. Семигин, уч. секр. А. П. Огурцов. — 2-е изд., испр. и допол, Moscou, éd. Mysl (Мысль, La Pensée), 2010. —  (ISBN 978-5-244-01115-9).
- «Метафизика» [La métaphysique] // Новая философская энциклопедия [Nouvelle Encyclopédie philosophique] / Ин-т философии РАН; Нац. обществ.-науч. фонд; Предс. научно-ред. совета В. С. Стёпин, заместители предс.: А. А. Гусейнов, Г. Ю. Семигин, уч. секр. А. П. Огурцов. — 2-е изд., испр. и допол, Moscou, éd. Mysl (Мысль, La Pensée), 2010. —  (ISBN 978-5-244-01115-9).

## Source
- (ru) Cet article est partiellement ou en totalité issu de l’article de Wikipédia en russe intitulé « Лебедев, Андрей Валентинович (филолог) » (voir la liste des auteurs).